# Atrax robustus
Atrax robustus — вид мігаломорфних павуків родини Atracidae. Інколи трапляється назва «сіднейський лійкопавутинний павук»

## Поширення
Ендемік Австралії. Вид поширений в Новому Південному Уельсі на південному сході країни. Ареал виду з заходу обмежений Блакитними горами, на півночі річкою Гантер, зі сходу Тихим океаном. Трапляється у вологих мікросередовищах, в тому числі під колодами та листям.

## Опис
Тіло Atrax robustus сягає від 1 до 5 см. Забарвлення від синьо-чорного та чорного до коричневого чи темно-сливового кольору. Панцир, що покриває головогруди, майже без волосків, виглядає гладким і блискучим. Павутинні бородавки довгі, пальцеподібні. Самець менший за самиць, але має довші ноги. Середня довжина ніг павука загалом становить від шести до семи сантиметрів.

## Спосіб життя
Павук влаштовує свої ловчі сітки в формі воронки у вологих, прохолодних місцях, а також в будинках. Харчується виключно великими комахами та іншими павуками.

## Отруйність
Отрута павука містить протеїн дельта атракотоксин, що має нейропаралітичний ефект. Отрута небезпечна для ссавців, включаючи приматів і людину, але не шкодить кішкам та собакам. Спочатку укус павука дуже болючий, з чіткими слідами розділеними на кілька міліметрів. У деяких випадках павук залишається прикріпленим, доки його не скинуть від рани. Результатом укусу може стати рясне виділення слини, м'язові посмикування та утруднення дихання, дезорієнтація та сплутаність свідомості, що призводить до втрати свідомості. Смерть може настати, якщо не ввести протиотруту. З 1927 по 1981 рік від укусу померли 13 осіб. З 1981 року в розпорядженні лікарів є протиотрута і відтоді не зафіксовано жодного смертельного випадку.